# James Kochalka
James Kochalka (nacido el 26 de mayo de 1967 en Springfield, Vermont) es un artista estadounidense de cómics y escritor, y músico de rock. Sus cómics se destacan por su mezcla de lo real con lo irreal. En gran parte autobiográfica, la expresión de los dibujos animados de Kochalka son del mundo que le rodea incluyen personajes tan reales como su esposa, hijos, gato, amigos y colegas, pero siempre filtrados a través de sus propias observaciones y vuelcos de fantasía. En marzo de 2011 fue declarado el dibujante laureado de Vermont, título que mantiene en un lapso de tres años.

## Primeros años
Kochalka creció en Springfield, Vermont. Él asistió al Instituto de Arte de la universidad Maryland y tiene una maestría en pintura. Su primer cómic publicado fue un trabajo de alrededor de 1994. Ha sido citado por el dibujante Daniel Clowes como una inspiración clave en la que lo llevó "a todo un mundo de cómics que [él] no sabía que existía". Kochalka cree firmemente que la simplicidad es deseable en los cómics y dice que el "arte es el enemigo", y ha tenido debates públicos en la impresión y en línea con otros dibujantes que están en desacuerdo con su posición. De Kochalka "El arte es el enemigo", sus ensayos fueron recogidos en el libro de 2005 El Manifiesto lindo.

## Carrera
Kochalka pasó seis años trabajando en un restaurante chino en Winooski, Vermont, antes de salir a dedicar toda su energía a las caricaturas y la músicas. Su canción "Monkey Hockey", grabado con la banda The Zambonis, fue el tema principal de la serie de Fox The Loop.

### Cómics y novelas gráficas
Cómic escritor/artista Frank Miller dijo que él es un "gran fan de SuicideGirls de James Kochalka," predigo que Kochalka "va a ser más importante y que va a ser divertido ver que eso suceda. Me recuerda a mí cuando yo tenía seis años edad y entró en la cocina de mi madre con un ramo de hojas de escribir con papel doblado una y grapado en el medio que fueron cubiertos con dibujos y me dijo: 'Mamá esto es lo que voy a hacer por el resto de mi vida. " He aprendido mucho de gente como Kochalka porque hacen cosas que no deberían trabajar, pero lo hace".
Kochalka tiene una prolífica obra en los cómics. Le dijo a un entrevistador en 2002 que él había creado 2.000 páginas de cómics para cuando terminó la escuela secundaria. Sus cómics le han valido cuatro Premios Ignatz (Sobresalientes minicomic 1997, Mejor serie de 2002, Sobresaliente Cómic Online 2003 y 2004), un Premio Harvey (Mejor Cómic Online 2006), y múltiples nominaciones para el Premio Eisner. Su obra se caracteriza por un estilo de dibujo simple, colores brillantes y frecuentes apariciones de los gatos, robots, elfos, y monos.
Entre sus obras más ampliamente difundidas existe una historia de cuatro páginas, "Hulk vs. la lluvia", que apareció originalmente en blanco y negro en un cómic alternativo autorizado llamado Coober Skeber. La historia fue más tarde vuelta a dibujar en color por Kochalka para su inclusión en la historia de Marvel el increíble Hulk 2001 Anual. El primer número de su cómic Superf * ckers ha vendido aproximadamente 2.500 copias a través de Diamond Distributing. En 2002, Kochalka dijo que todos los 5.000 ejemplares de la primera edición de la novela gráfica Mono vs Robot se habían vendido.
Kochalka creó el cómic Impy Y Wormer, que apareció en la revista Nickelodeon.
En julio de 2012 Kochalka ganó el premio Eisner por su libro Dragon Puncher 2: Dragon Puncher Island.
Los dos editores principales de Kochalka son Top Shelf Productions y Alternative Comics. También ha publicado numerosos cuentos de antologías de cómics, autopublicando sus propios mini-cómics, novelas gráficas y publicado a través de otras editoriales como Black Eye, Slave Labor Graphics y Highwater Books. También creó a los SpongeFunnies en la serie de Cómics de Bob Esponja.

#### American Elf
Desde el 26 de octubre de 1998, Kochalka mantuvo una tira cómica diaria. Estas tiras han sido publicados por Top Shelf Productions, primero como Diarios de Sketchbook y luego en formato independiente como American Elf. El archivo completo de las tiras diarias ya está disponible como un webcomic, American Elf. La banda celebró su décimo aniversario en 2008. Kochalka dijo a The Onion que escribió la primera entrada del diario durante el viaje en avión a la Comic-Con de San Diego. El Amigo y compañero dibujante de Kochalka, Brian Ralph estaba trabajando en sus cómics en el vuelo, y Kochalka también se inspiró para comenzar la caricatura en el avión. Kochalka ha creado tiras del diario durante la semana de la convención, y se comprometió a hacer una tira para el diario todos los días. La banda finalmente terminó el 31 de diciembre de 2012 después de más de 14 años, con una sola tira final de estilo epílogo titulado "Am I alive?" publicada el 23 de marzo de 2013.
A partir de diciembre de 2007, Kochalka hizo todo en su diario todos los días, con una tira de archivos gratuitos para todos los lectores; previamente los archivos solo habían sido accesibles a los suscriptores de pago, con sólo la más reciente franja disponible de forma gratuita. En el marco del relanzamiento de "American Elf Supersite," todas las tiras archivadas que datan del 2002 fueron liberados para todos los lectores, mientras que los suscriptores que pagan reciben acceso a otros cómics y MP3. Kochalka informó en su blog que el sitio había recibido alrededor de 200.000 visitas, como resultado del cambio. Posteriormente abrió los archivos de todo el camino de vuelta a principios de la banda en 1998.
El libro American Elf es una colección de tiras del diario de Kochalka, lanzado en una gran edición de Top Shelf Productions en el verano de 2004, la compilación de cinco años de las tiras del diario y otro material complementario. Un segundo volumen fue lanzado a principios de 2007, la recogida de seis años y siete de las tiras diarias a todo color. Un tercer volumen siguió en noviembre de 2008, recogiendo las ediciones de los años 2006 y 2007 en color.

#### Superfuckers
Superfuckers (censuradas como "Superf * ckers", "Superf *** res", o "Super'F'-res") fue publicada por Top Shelf productions entre 2005 y 2007. Studios Frederator se acercaron a Kochalka con la posibilidad de producir un dibujo animado basado en los cómics. Después de lanzar el programa en torno a las diversas redes de televisión por cable, Frederator produjo la serie para su distribución en su canal de socios de YouTube financiado por Cartoon Hangover. La serie se estrenó el 30 de noviembre de 2012. La serie se estrenó el 30 de noviembre de 2012. La primera temporada consta de 1205 minutos de episodios y sigue de cerca a los cómics. La serie cuenta con David Faustino en el papel principal de Jack Krak, así como con Maria Bamford, Jaleel White, Veronica Belmont, Phil Morris, y Jeff B. Davis. La serie fue dirigida por Fran Krause, escrita por Kochalka, y cuenta con la música de Anthony Davis y Dustin Pilkington de Best Fwends.

#### Glorkian Warrior
Glorkian Warrior es una serie de libros orientados a un público más joven. Creado por James y publicado por FirstSecond. La primera (de tres) se llama Glorkian Warrior: entrega una pizza. La segunda novela gráfica, Glorkian Warrior: Eats Adventure Pie fue lanzada en marzo de 2015. El tercer título es inminente y aún no tiene fecha de lanzamiento.
El personaje fue creado por James y junto con Pixeljam hizo aparición en un videojuego llamado Glorkian Warrior: Ensayos de Glork.

### Videojuegos
En 2010 James y Pixeljam Juegos hicieron un Kickstarter para financiar la idea de James para un juego llamado Glorkian Warrior. 13 de marzo de 2014 el juego, Glorkian Warrior: Ensayos de Glork, fue lanzado en la App Store de Apple para iPad, iPhone y iPod Touch. Actualmente se encuentra en desarrollo para Android, PC y Mac.

### Enseñanza
Kochalka es instructor en el Centro de Estudios de historietas, una escuela de la caricatura en White River Junction, en Vermont, que fue fundada por el dibujante James Sturm. Kochalka es parte del "Colectivo de Little Idiot", un grupo de artistas reunidos por el músico Moby.

### Música
La banda de Kochalka, James Kochalka Superstar, ha lanzado nueve álbumes.
Spread Your Wings Evil and Fly se completó algún tiempo antes de su lanzamiento en el otoño de 2005; se puso en marcha una petición en línea para convencer al sello discográfico de Kochalka Rykodisc para liberar el CD. Más de 500 personas firmaron la petición para exigir la liberación del álbum.
Prácticamente todos los CDs de Kochalka vienen empaquetados con sus caricaturas en los folletos adjuntos, en algunos casos utilizando el panfleto como una larga duración mini-cómic.
Las obras musicales más conocidos de Kochalka son probablemente las canciones "pizza Rocket" y "Monkey Hockey", los videos musicales para los que se muestra en Nickelodeon en la serie de animación tipo escaparate KaBlam!.
Rolling Stone nombró "Britney's Silver Can" una de "Las 100 mejores canciones de 2006".
La canción "Monkey Hockey", que James coautoría con Los Zambonis, fue utilizada como tema musical de la comedia de Fox, The Loop.
Moby cantó respaldo voces en un solo de siete pulgadas de la exbanda de Kochalka Jazzin 'infierno, un descarte de los que resurgió en el álbum de Kochalka No confíe en Whitey.

## Vida personal
Kochalka vive en Burlington, Vermont con su esposa Amy y sus dos hijos, Eli y Oliver.

## Discografía
Álbumes
- 1995, The True Story of James Kochalka Superstar (CD, Dot Dot Dash, DOT 7)
- 1996, 4-Track Egomaniac (casete, self-release)
- 1997, Monkey vs. Robot (CD & comic book, Tarquin Records, TQ-018)
- 1998, Punk Ass Bitch [with Jason Cooley] (casete, self-release)
- 1999, Kissers (bonus CD with graphic novel, Highwater Books)
- 1999, Carrot Boy The Beautiful (CD, Sudden Shame, SS024)
- 1999, Mermaid [with R Stevie Moore] (casete, self-release)
- 2001, Don't Trust Whitey (CD, Tarquin Records, TQ-025)
- 2002, Hot Chocolate Superstar (download-only , Dangerfive Records)
- 2002, Danger Force Five Singles Club [with Colin Clary] (download-only, Dangerfive Records)
- 2004, Punky Brewskies [as Punky Brewskies, with Jason X-12] (casete, Icebox Records IB3-001)
- 2006, Spread Your Evil Wings & Fly (CD, Rykodisc, RCD-10840)
- 2009, Digital Elf (CD, Top Shelf)
- 2012, Beautiful Man (download-only, self-release)

EPs
- 1992, Egg Hunt [with Jazzin' Hell] (7", Thicker Records, TQ-003)
- 1996, Bad Astronaut (7", Mustard Records, MUST001)
- 2012, I Am The Beast (download-only, self-release)

Sencillos
- 1994, "Superstar Rastafari" b/w "2000" [The Pants] (7", Split Records, SPL-004)

Compilations and Best-Of
- 1995, "Hot Dog Hot Rod Rider" from Good Citizen Vol 1 The Soundtrack to the Zine (CD, Good Citizen)
- 1996, "Ballbuster" (Headlock cover) from "Burlington Does Burlington, Vol 1 & 2" (CD, Good Citizen)
- 1997, "President Kochalka" from "Pop Pie" (Big Heavy World)
- 2003, "Even The Clouds Get High" from Rykodisc The Anthology (CD, Rykodisc)
- 2005, Our Most Beloved (CD, Rykodisc RCD 10678) (a best-of compilation packaged with a five-video DVD)
- 2006, Why is the Sky Blue? (download-only, Rykodisc/WEA) (a best-of compilation)
- 2010, Digital Elf/Kissers (LP re-release, Señor Hernández Records)